# Eschborn-Francfort 2025
La 62e édition de l'Eschborn-Francfort (Grand Prix de Francfort) a lieu le 1er mai 2025. La course fait partie du calendrier UCI World Tour 2025 en catégorie 1.UWT.

## Présentation

### Parcours
Le tracé de 198,7 km comporte cinq ascensions réparties sur deux côtes répertoriées : Grosser Feldberg à franchir deux fois et Mammolshain (2,3 km avec une pente de 8,3 %) grimpé à trois reprises dont le sommet de la dernière ascension se situe à 35 kilomètres de l'arrivée à Francfort-sur-le-Main.

### Équipes
| WorldTeams (14)- Alpecin-Deceuninck - Arkéa-B&B Hotels - Bahrain-Victorious - Cofidis - EF Education-EasyPost - Intermarché-Wanty - Lidl-Trek - Movistar Team - Red Bull-BORA-hansgrohe - Soudal Quick-Step - Team Jayco AlUla - Team Picnic-PostNL - UAE Team Emirates XRG - XDS Astana Team ProTeams (4)- Israel-Premier Tech - Q36.5 Pro Cycling Team - Tudor Pro Cycling Team - Uno-X Mobility |
| |

### Favoris
Parmi les favoris, on peut citer le Belge Jasper Philipsen (Alpecin Deceuninck), le Français Paul Magnier (Soudal Quick Step), le Belge Thibau Nys (Lidl Trek), l'Australien Michael Matthews (Team Jayco AlUla), le Danois Magnus Cort Nielsen (Uno X Mobility), le Belge Florian Vermeersch (UAE Emirates XRG), l'Espagnol Alex Aranburu (Cofidis), le Portugais Antonio Morgado (UAE Emirates XRG), l'Espagnol Roger Adrià (Red Bull Bora Hansgrohe), le Suisse Mauro Schmid (Team Jayco AlUla), l'Espagnol Iván García Cortina (Movistar) et l'Italien Andrea Bagioli (Lidl Trek).

## Récit de la course
Les différentes ascensions des monts du Taunus écrèment un peloton qui se réduit à un groupe de 34 coureurs. Malgré plusieurs attaques, ce groupe se reconstitue et se dispute la victoire. Magnus Cort Nielsen est remonté par Michael Matthews qui s'impose.

## Classement final
| \| Classement général \| Classement général \| Classement général \| Classement général \| Classement général \| \| Coureur \| Coureur \| Pays \| Équipe \| Temps \| \| ------------------ \| ------------------- \| ------------------- \| ----------------------- \| ------------------ \| \| 1er \| Michael Matthews \| Australie \| Team Jayco AlUla \| 4 h 38 min 33 s \| \| 2e \| Magnus Cort Nielsen \| Danemark \| Uno-X Mobility \| + 0 s \| \| 3e \| Jon Barrenetxea \| Espagne \| Movistar Team \| + 0 s \| \| 4e \| Neilson Powless \| États-Unis \| EF Education-EasyPost \| + 0 s \| \| 5e \| Frederik Wandahl \| Danemark \| Red Bull-Bora-Hansgrohe \| + 0 s \| \| 6e \| Albert Philipsen \| Royaume du Danemark \| Lidl-Trek \| + 0 s \| \| 7e \| Stefano Oldani \| Italie \| Cofidis \| + 0 s \| \| 8e \| Marc Hirschi \| Suisse \| Tudor Pro Cycling Team \| + 0 s \| \| 9e \| Nico Denz \| Allemagne \| Red Bull-Bora-Hansgrohe \| + 0 s \| \| 10e \| Warren Barguil \| France \| Team Picnic-PostNL \| + 0 s \| |                     |                     |                         |                 |
| |                     |                     |                         |                 |
| Sources : ProCyclingStats Cycling Quotient |                     |                     |                         |                 |
| Classement général |                     |                     |                         |                 |
| Coureur | Coureur             | Pays                | Équipe                  | Temps           |
| 1er | Michael Matthews    | Australie           | Team Jayco AlUla        | 4 h 38 min 33 s |
| 2e | Magnus Cort Nielsen | Danemark            | Uno-X Mobility          | + 0 s           |
| 3e | Jon Barrenetxea     | Espagne             | Movistar Team           | + 0 s           |
| 4e | Neilson Powless     | États-Unis          | EF Education-EasyPost   | + 0 s           |
| 5e | Frederik Wandahl    | Danemark            | Red Bull-Bora-Hansgrohe | + 0 s           |
| 6e | Albert Philipsen    | Royaume du Danemark | Lidl-Trek               | + 0 s           |
| 7e | Stefano Oldani      | Italie              | Cofidis                 | + 0 s           |
| 8e | Marc Hirschi        | Suisse              | Tudor Pro Cycling Team  | + 0 s           |
| 9e | Nico Denz           | Allemagne           | Red Bull-Bora-Hansgrohe | + 0 s           |
| 10e | Warren Barguil      | France              | Team Picnic-PostNL      | + 0 s           |

### Classements UCI
La course attribue des points au classement mondial UCI 2025 selon le barème suivant :
| Position           | 1er | 2e  | 3e  | 4e  | 5e  | 6e  | 7e | 8e | 9e | 10e | 11e | 12e | 13e | 14e | 15e à 20e | 21e à 30e | 31e à 50e | 51e à 55e | 56e à 60e |
| Classement général | 300 | 250 | 215 | 175 | 120 | 115 | 95 | 75 | 60 | 50  | 40  | 35  | 30  | 25  | 20        | 12        | 5         | 2         | 1         |

## Liste des participants
| Légende | Légende                                                                    | Légende | Légende                                                    |
| ------- | -------------------------------------------------------------------------- | ------- | ---------------------------------------------------------- |
| Num     | Dossard de départ porté par le coureur sur cet Eschborn-Francfort          | Pos     | Position à l'arrivée de la course                          |
|         | Indique un maillot de champion national ou mondial, suivi de sa spécialité | NP      | Indique un coureur qui n'a pas pris le départ de la course |
| AB      | Indique un coureur qui n'a pas terminé la course                           | HD      | Indique un coureur qui a terminé la course hors des délais |
| DSQ     | Indique un coureur qui a été disqualifié de la course                      |         |                                                            |

| Red Bull-Bora-Hansgrohe RBH | Red Bull-Bora-Hansgrohe RBH | Red Bull-Bora-Hansgrohe RBH |
| --------------------------- | --------------------------- | --------------------------- |
| Num                         | Coureur                     | Pos                         |
| 1                           | Emil Herzog (GER)           | 23e                         |
| 2                           | Roger Adrià (ESP)           | 42e                         |
| 3                           | Giovanni Aleotti (ITA)      | 33e                         |
| 4                           | Nico Denz (GER)             | 9e                          |
| 5                           | Laurence Pithie (NZL)       | AB                          |
| 6                           | Frederik Wandahl (DEN)      | 5e                          |
| 7                           | Sam Welsford (AUS)          | AB                          |

| Cofidis COF | Cofidis COF                 | Cofidis COF |
| ----------- | --------------------------- | ----------- |
| Num         | Coureur                     | Pos         |
| 11          | Alex Aranburu (ESP) (route) | 18e         |
| 12          | Jonathan Lastra (ESP)       | 16e         |
| 13          | Stefano Oldani (ITA)        | 7e          |
| 14          | Paul Ourselin (FRA)         | AB          |
| 15          | Anthony Perez (FRA)         | 68e         |
| 16          | Sergio Samitier (ESP)       | 21e         |
| 17          | Dylan Teuns (BEL)           | 63e         |

| EF Education-EasyPost EFE | EF Education-EasyPost EFE | EF Education-EasyPost EFE |
| ------------------------- | ------------------------- | ------------------------- |
| Num                       | Coureur                   | Pos                       |
| 21                        | Neilson Powless (USA)     | 4e                        |
| 22                        | Samuele Battistella (ITA) | AB                        |
| 23                        | Mikkel Honoré (DEN)       | 39e                       |
| 24                        | Alastair Mackellar (AUS)  | 76e                       |
| 25                        | Jack Rootkin-Gray (GBR)   | AB                        |
| 26                        | Colby Simmons (USA)       | 84e                       |
| 27                        | Michael Valgren (DEN)     | 32e                       |

| Lidl-Trek TBL | Lidl-Trek TBL              | Lidl-Trek TBL |
| ------------- | -------------------------- | ------------- |
| Num           | Coureur                    | Pos           |
| 31            | Thibau Nys (BEL)           | 35e           |
| 32            | Andrea Bagioli (ITA)       | 57e           |
| 33            | Simone Consonni (ITA)      | AB            |
| 34            | Tim Declercq (BEL)         | AB            |
| 35            | Søren Kragh Andersen (DEN) | 52e           |
| 36            | Albert Philipsen           | 6e            |
| 37            | Tim Torn Teutenberg (GER)  | 83e           |

| Soudal Quick-Step SOQ | Soudal Quick-Step SOQ         | Soudal Quick-Step SOQ |
| --------------------- | ----------------------------- | --------------------- |
| Num                   | Coureur                       | Pos                   |
| 41                    | Maximilian Schachmann (GER)   | 29e                   |
| 42                    | Mattia Cattaneo (ITA)         | 34e                   |
| 43                    | Gil Gelders (BEL)             | 43e                   |
| 44                    | Antoine Huby (FRA)            | 56e                   |
| 45                    | Paul Magnier (FRA)            | 91e                   |
| 46                    | Andrea Raccagni Noviero (ITA) | 55e                   |
| 47                    | Jordi Warlop (BEL)            | AB                    |

| Alpecin-Deceuninck ADC | Alpecin-Deceuninck ADC | Alpecin-Deceuninck ADC |
| ---------------------- | ---------------------- | ---------------------- |
| Num                    | Coureur                | Pos                    |
| 51                     | Jasper Philipsen (BEL) | AB                     |
| 52                     | Gal Glivar (SLO)       | 85e                    |
| 53                     | Michael Gogl (AUT)     | AB                     |
| 54                     | Juri Hollmann (GER)    | 86e                    |
| 55                     | Timo Kielich (BEL)     | 64e                    |
| 56                     | Xandro Meurisse (BEL)  | 19e                    |
| 57                     | Emiel Verstrynge (BEL) | 47e                    |

| Tudor Pro Cycling Team TUD | Tudor Pro Cycling Team TUD | Tudor Pro Cycling Team TUD |
| -------------------------- | -------------------------- | -------------------------- |
| Num                        | Coureur                    | Pos                        |
| 61                         | Julian Alaphilippe (FRA)   | 69e                        |
| 62                         | Lucas Eriksson (SWE)       | 88e                        |
| 63                         | Robin Froidevaux (SUI)     | AB                         |
| 64                         | Marc Hirschi (SUI)         | 8e                         |
| 65                         | Alexander Krieger (GER)    | 87e                        |
| 66                         | Rick Pluimers (NED)        | 40e                        |
| 67                         | Fabian Weiss (SUI)         | 72e                        |

| UAE Team Emirates XRG UAD | UAE Team Emirates XRG UAD  | UAE Team Emirates XRG UAD |
| ------------------------- | -------------------------- | ------------------------- |
| Num                       | Coureur                    | Pos                       |
| 71                        | Nils Politt (GER)          | 51e                       |
| 72                        | Alessandro Covi (ITA)      | 11e                       |
| 73                        | Vegard Stake Laengen (NOR) | 59e                       |
| 74                        | Rui Oliveira (POR)         | 60e                       |
| 75                        | António Morgado (POR)      | 37e                       |
| 76                        | Florian Vermeersch (BEL)   | 53e                       |
| 77                        | Tim Wellens (BEL)          | NP                        |

| Bahrain Victorious TBV | Bahrain Victorious TBV  | Bahrain Victorious TBV |
| ---------------------- | ----------------------- | ---------------------- |
| Num                    | Coureur                 | Pos                    |
| 81                     | Matej Mohorič (SLO)     | 67e                    |
| 82                     | Roman Ermakov (RUS)     | 71e                    |
| 83                     | Andrea Pasqualon (ITA)  | AB                     |
| 84                     | Robert Stannard (AUS)   | AB                     |
| 85                     | Torstein Træen (NOR)    | 30e                    |
| 86                     | Sergio Tu (TPE)         | AB                     |
| 87                     | Edoardo Zambanini (ITA) | 12e                    |

| Team Jayco AlUla JAY | Team Jayco AlUla JAY         | Team Jayco AlUla JAY |
| -------------------- | ---------------------------- | -------------------- |
| Num                  | Coureur                      | Pos                  |
| 91                   | Michael Matthews (AUS)       | 1er                  |
| 92                   | Alessandro De Marchi (ITA)   | 66e                  |
| 93                   | Davide De Pretto (ITA)       | 28e                  |
| 94                   | Paul Double (GBR)            | 65e                  |
| 95                   | Luke Durbridge (AUS) (route) | AB                   |
| 96                   | Felix Engelhardt (GER)       | 26e                  |
| 97                   | Mauro Schmid (SUI) (route)   | AB                   |

| Uno-X Mobility UXM | Uno-X Mobility UXM           | Uno-X Mobility UXM |
| ------------------ | ---------------------------- | ------------------ |
| Num                | Coureur                      | Pos                |
| 101                | Magnus Cort Nielsen (DEN)    | 2e                 |
| 102                | Martin Bugge Urianstad (NOR) | AB                 |
| 103                | Fredrik Dversnes (NOR)       | 24e                |
| 104                | Ådne Holter (NOR)            | 70e                |
| 105                | Anders Johannessen (NOR)     | 58e                |
| 106                | Andreas Leknessund (NOR)     | 25e                |
| 107                | Sakarias Koller Løland (NOR) | 38e                |

| Israel-Premier Tech IPT | Israel-Premier Tech IPT   | Israel-Premier Tech IPT |
| ----------------------- | ------------------------- | ----------------------- |
| Num                     | Coureur                   | Pos                     |
| 111                     | Stephen Williams (GBR)    | AB                      |
| 112                     | Pascal Ackermann (GER)    | AB                      |
| 113                     | Hugo Houle (CAN)          | 13e                     |
| 114                     | Michael Schwarzmann (GER) | AB                      |
| 115                     | Jake Stewart (GBR)        | AB                      |
| 116                     | Tom Van Asbroeck (BEL)    | 78e                     |
| 117                     | Ethan Vernon (GBR)        | 82e                     |

| Movistar Team MOV | Movistar Team MOV         | Movistar Team MOV |
| ----------------- | ------------------------- | ----------------- |
| Num               | Coureur                   | Pos               |
| 121               | Iván García Cortina (ESP) | AB                |
| 122               | Jon Barrenetxea (ESP)     | 3e                |
| 123               | William Barta (USA)       | AB                |
| 124               | Ruben Guerreiro (POR)     | 15e               |
| 125               | Gregor Mühlberger (AUT)   | 31e               |
| 126               | Diego Pescador (COL)      | 22e               |
| 127               | Gonzalo Serrano (ESP)     | 45e               |

| Team Picnic-PostNL TPP | Team Picnic-PostNL TPP     | Team Picnic-PostNL TPP |
| ---------------------- | -------------------------- | ---------------------- |
| Num                    | Coureur                    | Pos                    |
| 131                    | Warren Barguil (FRA)       | 10e                    |
| 132                    | Robbe Dhondt (BEL)         | 92e                    |
| 133                    | Nils Eekhoff (NED)         | AB                     |
| 134                    | Sean Flynn (GBR)           | AB                     |
| 135                    | Enzo Leijnse (NED)         | AB                     |
| 136                    | Tobias Lund Andresen (DEN) | 41e                    |
| 137                    | Kevin Vermaerke (USA)      | 73e                    |

| Intermarché-Wanty IWA | Intermarché-Wanty IWA           | Intermarché-Wanty IWA |
| --------------------- | ------------------------------- | --------------------- |
| Num                   | Coureur                         | Pos                   |
| 141                   | Georg Zimmermann (GER)          | 46e                   |
| 142                   | Francesco Busatto (ITA)         | 36e                   |
| 143                   | Alexander Kamp (DEN)            | 75e                   |
| 144                   | Arne Marit (BEL)                | 90e                   |
| 145                   | Jonas Rutsch (GER)              | 44e                   |
| 146                   | Dion Smith (NZL)                | 61e                   |
| 147                   | Roel van Sintmaartensdijk (NED) | 89e                   |

| XDS Astana Team XAT | XDS Astana Team XAT           | XDS Astana Team XAT |
| ------------------- | ----------------------------- | ------------------- |
| Num                 | Coureur                       | Pos                 |
| 151                 | Max Kanter (GER)              | 77e                 |
| 152                 | Cees Bol (NED)                | AB                  |
| 153                 | Henok Mulubrhan (ERI) (route) | 50e                 |
| 154                 | Alessandro Romele (ITA)       | 81e                 |
| 155                 | Su Haoyu (CHN)                | AB                  |
| 156                 | Mike Teunissen (NED)          | 79e                 |
| 157                 | Simone Velasco (ITA)          | 17e                 |

| Q36.5 Pro Cycling Team Q36 | Q36.5 Pro Cycling Team Q36 | Q36.5 Pro Cycling Team Q36 |
| -------------------------- | -------------------------- | -------------------------- |
| Num                        | Coureur                    | Pos                        |
| 161                        | Matteo Badilatti (SUI)     | 27e                        |
| 162                        | Sjoerd Bax (NED)           | 49e                        |
| 163                        | Gianluca Brambilla (ITA)   | AB                         |
| 164                        | Fabio Christen (SUI)       | 14e                        |
| 165                        | David de la Cruz (ESP)     | 20e                        |
| 166                        | David González López (ESP) | 48e                        |
| 167                        | Harm Vanhoucke (BEL)       | 62e                        |

| Arkéa-B&B Hotels ARK | Arkéa-B&B Hotels ARK          | Arkéa-B&B Hotels ARK |
| -------------------- | ----------------------------- | -------------------- |
| Num                  | Coureur                       | Pos                  |
| 171                  | Jenthe Biermans (BEL)         | 80e                  |
| 172                  | Élie Gesbert (FRA)            | AB                   |
| 173                  | Donavan Grondin (FRA)         | AB                   |
| 174                  | Michel Ries (LUX)             | 54e                  |
| 175                  | Florian Sénéchal (FRA)        | AB                   |
| 176                  | Embret Svestad-Bårdseng (NOR) | 74e                  |
| 177                  | Pierre Thierry (FRA)          | AB                   |

| Red Bull-Bora-Hansgrohe RBH | Red Bull-Bora-Hansgrohe RBH | Red Bull-Bora-Hansgrohe RBH |
| --------------------------- | --------------------------- | --------------------------- |
| Num                         | Coureur                     | Pos                         |
| 1                           | Emil Herzog (GER)           | 23e                         |
| 2                           | Roger Adrià (ESP)           | 42e                         |
| 3                           | Giovanni Aleotti (ITA)      | 33e                         |
| 4                           | Nico Denz (GER)             | 9e                          |
| 5                           | Laurence Pithie (NZL)       | AB                          |
| 6                           | Frederik Wandahl (DEN)      | 5e                          |
| 7                           | Sam Welsford (AUS)          | AB                          |

| Cofidis COF | Cofidis COF                 | Cofidis COF |
| ----------- | --------------------------- | ----------- |
| Num         | Coureur                     | Pos         |
| 11          | Alex Aranburu (ESP) (route) | 18e         |
| 12          | Jonathan Lastra (ESP)       | 16e         |
| 13          | Stefano Oldani (ITA)        | 7e          |
| 14          | Paul Ourselin (FRA)         | AB          |
| 15          | Anthony Perez (FRA)         | 68e         |
| 16          | Sergio Samitier (ESP)       | 21e         |
| 17          | Dylan Teuns (BEL)           | 63e         |

| EF Education-EasyPost EFE | EF Education-EasyPost EFE | EF Education-EasyPost EFE |
| ------------------------- | ------------------------- | ------------------------- |
| Num                       | Coureur                   | Pos                       |
| 21                        | Neilson Powless (USA)     | 4e                        |
| 22                        | Samuele Battistella (ITA) | AB                        |
| 23                        | Mikkel Honoré (DEN)       | 39e                       |
| 24                        | Alastair Mackellar (AUS)  | 76e                       |
| 25                        | Jack Rootkin-Gray (GBR)   | AB                        |
| 26                        | Colby Simmons (USA)       | 84e                       |
| 27                        | Michael Valgren (DEN)     | 32e                       |

| Lidl-Trek TBL | Lidl-Trek TBL              | Lidl-Trek TBL |
| ------------- | -------------------------- | ------------- |
| Num           | Coureur                    | Pos           |
| 31            | Thibau Nys (BEL)           | 35e           |
| 32            | Andrea Bagioli (ITA)       | 57e           |
| 33            | Simone Consonni (ITA)      | AB            |
| 34            | Tim Declercq (BEL)         | AB            |
| 35            | Søren Kragh Andersen (DEN) | 52e           |
| 36            | Albert Philipsen           | 6e            |
| 37            | Tim Torn Teutenberg (GER)  | 83e           |

| Soudal Quick-Step SOQ | Soudal Quick-Step SOQ         | Soudal Quick-Step SOQ |
| --------------------- | ----------------------------- | --------------------- |
| Num                   | Coureur                       | Pos                   |
| 41                    | Maximilian Schachmann (GER)   | 29e                   |
| 42                    | Mattia Cattaneo (ITA)         | 34e                   |
| 43                    | Gil Gelders (BEL)             | 43e                   |
| 44                    | Antoine Huby (FRA)            | 56e                   |
| 45                    | Paul Magnier (FRA)            | 91e                   |
| 46                    | Andrea Raccagni Noviero (ITA) | 55e                   |
| 47                    | Jordi Warlop (BEL)            | AB                    |

| Alpecin-Deceuninck ADC | Alpecin-Deceuninck ADC | Alpecin-Deceuninck ADC |
| ---------------------- | ---------------------- | ---------------------- |
| Num                    | Coureur                | Pos                    |
| 51                     | Jasper Philipsen (BEL) | AB                     |
| 52                     | Gal Glivar (SLO)       | 85e                    |
| 53                     | Michael Gogl (AUT)     | AB                     |
| 54                     | Juri Hollmann (GER)    | 86e                    |
| 55                     | Timo Kielich (BEL)     | 64e                    |
| 56                     | Xandro Meurisse (BEL)  | 19e                    |
| 57                     | Emiel Verstrynge (BEL) | 47e                    |

| Tudor Pro Cycling Team TUD | Tudor Pro Cycling Team TUD | Tudor Pro Cycling Team TUD |
| -------------------------- | -------------------------- | -------------------------- |
| Num                        | Coureur                    | Pos                        |
| 61                         | Julian Alaphilippe (FRA)   | 69e                        |
| 62                         | Lucas Eriksson (SWE)       | 88e                        |
| 63                         | Robin Froidevaux (SUI)     | AB                         |
| 64                         | Marc Hirschi (SUI)         | 8e                         |
| 65                         | Alexander Krieger (GER)    | 87e                        |
| 66                         | Rick Pluimers (NED)        | 40e                        |
| 67                         | Fabian Weiss (SUI)         | 72e                        |

| UAE Team Emirates XRG UAD | UAE Team Emirates XRG UAD  | UAE Team Emirates XRG UAD |
| ------------------------- | -------------------------- | ------------------------- |
| Num                       | Coureur                    | Pos                       |
| 71                        | Nils Politt (GER)          | 51e                       |
| 72                        | Alessandro Covi (ITA)      | 11e                       |
| 73                        | Vegard Stake Laengen (NOR) | 59e                       |
| 74                        | Rui Oliveira (POR)         | 60e                       |
| 75                        | António Morgado (POR)      | 37e                       |
| 76                        | Florian Vermeersch (BEL)   | 53e                       |
| 77                        | Tim Wellens (BEL)          | NP                        |

| Bahrain Victorious TBV | Bahrain Victorious TBV  | Bahrain Victorious TBV |
| ---------------------- | ----------------------- | ---------------------- |
| Num                    | Coureur                 | Pos                    |
| 81                     | Matej Mohorič (SLO)     | 67e                    |
| 82                     | Roman Ermakov (RUS)     | 71e                    |
| 83                     | Andrea Pasqualon (ITA)  | AB                     |
| 84                     | Robert Stannard (AUS)   | AB                     |
| 85                     | Torstein Træen (NOR)    | 30e                    |
| 86                     | Sergio Tu (TPE)         | AB                     |
| 87                     | Edoardo Zambanini (ITA) | 12e                    |

| Team Jayco AlUla JAY | Team Jayco AlUla JAY         | Team Jayco AlUla JAY |
| -------------------- | ---------------------------- | -------------------- |
| Num                  | Coureur                      | Pos                  |
| 91                   | Michael Matthews (AUS)       | 1er                  |
| 92                   | Alessandro De Marchi (ITA)   | 66e                  |
| 93                   | Davide De Pretto (ITA)       | 28e                  |
| 94                   | Paul Double (GBR)            | 65e                  |
| 95                   | Luke Durbridge (AUS) (route) | AB                   |
| 96                   | Felix Engelhardt (GER)       | 26e                  |
| 97                   | Mauro Schmid (SUI) (route)   | AB                   |

| Uno-X Mobility UXM | Uno-X Mobility UXM           | Uno-X Mobility UXM |
| ------------------ | ---------------------------- | ------------------ |
| Num                | Coureur                      | Pos                |
| 101                | Magnus Cort Nielsen (DEN)    | 2e                 |
| 102                | Martin Bugge Urianstad (NOR) | AB                 |
| 103                | Fredrik Dversnes (NOR)       | 24e                |
| 104                | Ådne Holter (NOR)            | 70e                |
| 105                | Anders Johannessen (NOR)     | 58e                |
| 106                | Andreas Leknessund (NOR)     | 25e                |
| 107                | Sakarias Koller Løland (NOR) | 38e                |

| Israel-Premier Tech IPT | Israel-Premier Tech IPT   | Israel-Premier Tech IPT |
| ----------------------- | ------------------------- | ----------------------- |
| Num                     | Coureur                   | Pos                     |
| 111                     | Stephen Williams (GBR)    | AB                      |
| 112                     | Pascal Ackermann (GER)    | AB                      |
| 113                     | Hugo Houle (CAN)          | 13e                     |
| 114                     | Michael Schwarzmann (GER) | AB                      |
| 115                     | Jake Stewart (GBR)        | AB                      |
| 116                     | Tom Van Asbroeck (BEL)    | 78e                     |
| 117                     | Ethan Vernon (GBR)        | 82e                     |

| Movistar Team MOV | Movistar Team MOV         | Movistar Team MOV |
| ----------------- | ------------------------- | ----------------- |
| Num               | Coureur                   | Pos               |
| 121               | Iván García Cortina (ESP) | AB                |
| 122               | Jon Barrenetxea (ESP)     | 3e                |
| 123               | William Barta (USA)       | AB                |
| 124               | Ruben Guerreiro (POR)     | 15e               |
| 125               | Gregor Mühlberger (AUT)   | 31e               |
| 126               | Diego Pescador (COL)      | 22e               |
| 127               | Gonzalo Serrano (ESP)     | 45e               |

| Team Picnic-PostNL TPP | Team Picnic-PostNL TPP     | Team Picnic-PostNL TPP |
| ---------------------- | -------------------------- | ---------------------- |
| Num                    | Coureur                    | Pos                    |
| 131                    | Warren Barguil (FRA)       | 10e                    |
| 132                    | Robbe Dhondt (BEL)         | 92e                    |
| 133                    | Nils Eekhoff (NED)         | AB                     |
| 134                    | Sean Flynn (GBR)           | AB                     |
| 135                    | Enzo Leijnse (NED)         | AB                     |
| 136                    | Tobias Lund Andresen (DEN) | 41e                    |
| 137                    | Kevin Vermaerke (USA)      | 73e                    |

| Intermarché-Wanty IWA | Intermarché-Wanty IWA           | Intermarché-Wanty IWA |
| --------------------- | ------------------------------- | --------------------- |
| Num                   | Coureur                         | Pos                   |
| 141                   | Georg Zimmermann (GER)          | 46e                   |
| 142                   | Francesco Busatto (ITA)         | 36e                   |
| 143                   | Alexander Kamp (DEN)            | 75e                   |
| 144                   | Arne Marit (BEL)                | 90e                   |
| 145                   | Jonas Rutsch (GER)              | 44e                   |
| 146                   | Dion Smith (NZL)                | 61e                   |
| 147                   | Roel van Sintmaartensdijk (NED) | 89e                   |

| XDS Astana Team XAT | XDS Astana Team XAT           | XDS Astana Team XAT |
| ------------------- | ----------------------------- | ------------------- |
| Num                 | Coureur                       | Pos                 |
| 151                 | Max Kanter (GER)              | 77e                 |
| 152                 | Cees Bol (NED)                | AB                  |
| 153                 | Henok Mulubrhan (ERI) (route) | 50e                 |
| 154                 | Alessandro Romele (ITA)       | 81e                 |
| 155                 | Su Haoyu (CHN)                | AB                  |
| 156                 | Mike Teunissen (NED)          | 79e                 |
| 157                 | Simone Velasco (ITA)          | 17e                 |

| Q36.5 Pro Cycling Team Q36 | Q36.5 Pro Cycling Team Q36 | Q36.5 Pro Cycling Team Q36 |
| -------------------------- | -------------------------- | -------------------------- |
| Num                        | Coureur                    | Pos                        |
| 161                        | Matteo Badilatti (SUI)     | 27e                        |
| 162                        | Sjoerd Bax (NED)           | 49e                        |
| 163                        | Gianluca Brambilla (ITA)   | AB                         |
| 164                        | Fabio Christen (SUI)       | 14e                        |
| 165                        | David de la Cruz (ESP)     | 20e                        |
| 166                        | David González López (ESP) | 48e                        |
| 167                        | Harm Vanhoucke (BEL)       | 62e                        |

| Arkéa-B&B Hotels ARK | Arkéa-B&B Hotels ARK          | Arkéa-B&B Hotels ARK |
| -------------------- | ----------------------------- | -------------------- |
| Num                  | Coureur                       | Pos                  |
| 171                  | Jenthe Biermans (BEL)         | 80e                  |
| 172                  | Élie Gesbert (FRA)            | AB                   |
| 173                  | Donavan Grondin (FRA)         | AB                   |
| 174                  | Michel Ries (LUX)             | 54e                  |
| 175                  | Florian Sénéchal (FRA)        | AB                   |
| 176                  | Embret Svestad-Bårdseng (NOR) | 74e                  |
| 177                  | Pierre Thierry (FRA)          | AB                   |